# H. デビッド・ポリツァー
ヒュー・デビッド・ポリツァー（Hugh David Politzer [ˈpɑːlɪtsər], 1949年8月31日 – ）はアメリカ合衆国の理論物理学者。デイビッド・グロス、フランク・ウィルチェックとともに、強い相互作用の理論における漸近的自由性の発見によって2004年度のノーベル物理学賞を授与された。

## 経歴
ポリツァーはニューヨークに生まれた。1966年にブロンクス科学高校を卒業し、学士号は1969年にミシガン大学で、博士号はシドニー・コールマンの指導の下で1974年にで取得した。1973年に出版された最初の論文では、クォークの距離が近づけば近づくほど、色荷に由来する強い相互作用が弱くなるという漸近的自由性の現象を指摘した。クオークが極端に近くなると、それらの間に働く核力が弱くなるので、自由な粒子のように振舞う。同じ頃、プリンストン大学のデイビッド・グロス、フランク・ウィルチェックにより独立に発見されていたこの結果は強い相互作用の理論を発展させる上で極めて重要なものだった。
トーマス・アップルキストとともに、ポリツァーはチャームクォークと反チャームクオークでできた素粒子であり、実験物理学者がジェイプサイ中間子と呼ぶチャーモニウムの存在の予言に中心的な役割を果たした。
ポリツァーは、カリフォルニア工科大学に移るまでの1974年から1977年まで、ハーバード大学のジュニアフェローの職に就き、現在はここの理論物理学の教授である。1989年、彼はポール・ニューマンがレズリー・グローヴス中将役を演じた映画、Fat Man and Little Boyに、マンハッタン計画に携わったロバート・サーバーとともに端役で出演した。

## 受賞歴
- 1986年 - J・J・サクライ賞
- 2003年 - 高エネルギー・素粒子物理学賞
- 2004年 - ノーベル物理学賞